# Гільдбурггаузен (район)
Гільдбурггаузен (нім. Hildburghausen) — район у Німеччині, у складі федеральної землі Тюрингія. Адміністративний центр — місто Гільдбурггаузен.

## Населення
Населення району становить 62 089 осіб (станом на 31 грудня 2021).

## Адміністративний поділ
Район складається з 5 самостійних міст і 7 самостійних громад (нім. Gemeinden), а також 2 міст і 22 громад, об'єднаних в 2 об'єднання громад (нім. Verwaltungsgemeinschaften).
Дані про населення наведені станом на 31 грудня 2021.
| Самостійні міста: 1. Айсфельд (7412) 2. Гільдбурггаузен (11689) 3. Ремгільд (6661) 4. Темар (2744) 5. Шлойзінген (10620) | Самостійні громади: 1. Аюнгрунд (2842), має підпорядковану громаду: 1. Брюнн (420) 2. Заксенбрунн (Невірний параметр metadata 16069039) 3. Занкт-Кіліан (Невірний параметр metadata 16069048) 4. Массерберг (2103) 5. Наеталь-Вальдау (Невірний параметр metadata 16069059) 6. Файльсдорф (2720) 7. Шлойзегрунд (2619) |

Об'єднання громад:

Зірочками (*) позначені центри об'єднань громад.
| - Фельдштайн (7263) [Центр: Темар] 1. Айхенберг (159) 2. Альштедт (129) 3. Байнерштадт (292) 4. Бішофрод (162) 5. Генфштедт (351) 6. Гріммельсгаузен (177) 7. Груб (147) 8. Дінгслебен (238) 9. Еренберг (179) 10. Занкт-Бернгард (245) 11. Клостер-Фесра (276) 12. Ленгфельд (388) 13. Марісфельд (420) 14. Оберштадт (329) 15. Ройріт (772) 16. Шмегайм (255) | - Гельдбургер-Унтерланд (7577) 1. Бад-Кольберг-Гельдбург (місто)* (Невірний параметр metadata 16069002) 2. Вестгаузен (679) 3. Геллінген (Невірний параметр metadata 16069019) 4. Гомпертсгаузен (Невірний параметр metadata 16069015) 5. Уммерштадт (місто) (457) 6. Швайкерсгаузен (174) 7. Шлехтзарт (167) 8. Штрауфгайн (2738) |